# Світлинська селищна рада
Світли́нська селищна рада (рос. Светлинский поселковый совет) — сільське поселення у складі Світлинського району Оренбурзької області Росії.
Адміністративний центр — селище Світлий.

## Історія
2014 року була ліквідована Цілинна сільська рада (селище Цілинний), територія увійшла до Світлинської селищної ради.

## Населення
Населення — 8057 осіб (2019; 8590 в 2010, 10013 у 2002).

## Склад
До складу селищної ради входять:
| Населений пункт  | Населення, осіб (2002) | Населення, осіб (2010) |
| ---------------- | ---------------------- | ---------------------- |
| Світлий, селище  | 9026                   | 7992                   |
| Цілинний, селище | 987                    | 598                    |